# ダイツィザウ
ダイツィザウ (ドイツ語: Deizisau) は、ドイツ連邦共和国バーデン＝ヴュルテンベルク州シュトゥットガルト行政管区のエスリンゲン郡に属す人口約6,700人の町村（以下、本項では便宜上「町」と記述する）である。この町はシュトゥットガルト地方（1992年まではミッテレラー・ネッカー地方）およびシュトゥットガルト大都市圏に属す。プロヒンゲンとエスリンゲン・アム・ネッカーとの間のネッカー川河畔に位置しており、バーデン＝ヴュルテンベルク州の州都シュトゥットガルトの南東約 20 km にあたる。

## 地理

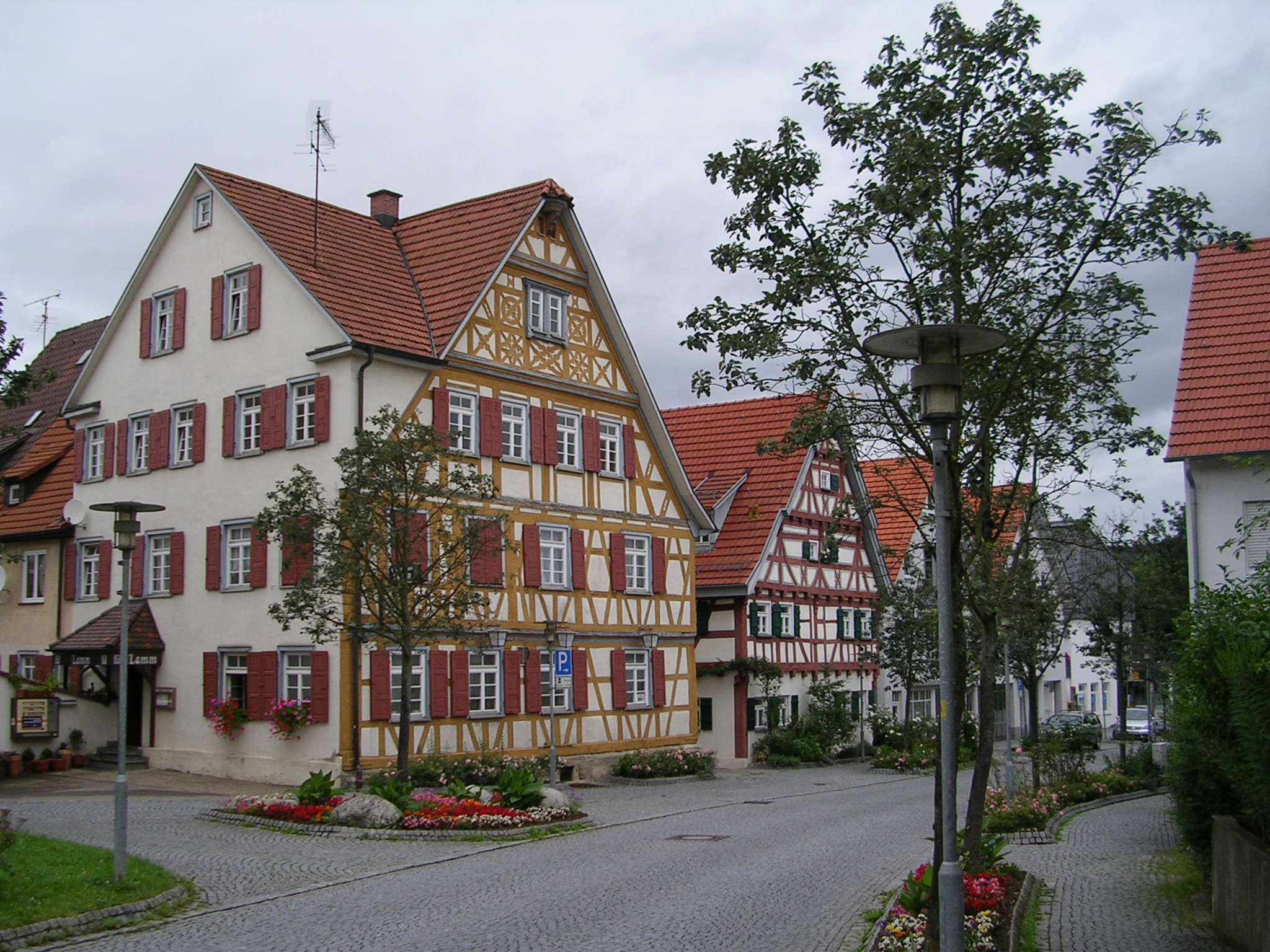
ダイツィザウのマルクト通り

### 位置
ダイツィザウは、ネッカー川が北東向きから西北西向きに流れを変えるプロヒンゲン「ネッカーニー」直後の、ネッカータール左岸の斜面に位置している。ダイツィザウの西の町境でケルシュ川がネッカー川に合流している。町域の東部にはプロヒンガー・コプフの森の一部が含まれる。

### 自治体の構成
自治体ダイツィザウには、首邑のダイツィザウ以外の地区はない。ケルシュ集落もダイツィザウの町域に含まれる。

### 隣接する市町村
ダイツィザウは、北はアルトバッハ、北東はプロヒンゲン、南東はヴェルナウ (ネッカー)、南はケンゲン、南西はデンケンドルフ、北西はエスリンゲン・アム・ネッカーと境を接している。

### 土地利用
2020年現在のこの町の用途別土地面積および占有率は以下の通りである。
| 用途         | 面積 (ha) | 占有率 (%) |
| ------------ | --------- | ---------- |
| 住宅用地     | 70        | 13.6       |
| 商工業用地   | 55        | 10.7       |
| レジャー用地 | 16        | 3.2        |
| 交通用地     | 69        | 13.4       |
| 農業用地     | 213       | 41.2       |
| 森林         | 61        | 11.9       |
| 水域         | 18        | 3.4        |
| その他       | 15        | 2.9        |
| 合計         | 517       | 100.0      |

## 歴史

### 中世
入植が行われた8世紀には、現在のダイツィザウ周辺は、ベルクシュトラーセのロルシュ修道院に属していた。最初の文献記録は、1268年のジルナウ修道院の文書に Dizinsowe という表記でなされている。当時ダイツィザウにはケルシュブルク城があり、この城を拠点とした強盗騎士がネッカータールの交易路を往来する商人をしばしば襲撃した。強盗騎士はヴュルテンベルク家によって駆逐され、城は破壊された。ダイツィザウ村自体は、1296年から帝国都市エスリンゲン出身の地元貴族ビュルガーマイスター家の下に属したが、1411年にエスリンゲンのカリーネンホスピタルが購入し、その所有に移された。ダイツィザウの古い教会は老朽化のために1495年に取り壊され、新しい、現在の福音主義教会が建設された。防衛塔として用いられた教会塔は、古い教会のものが転用された。1532年、カタリーネンホスピタルによってダイツィザウで宗教改革が行われた。

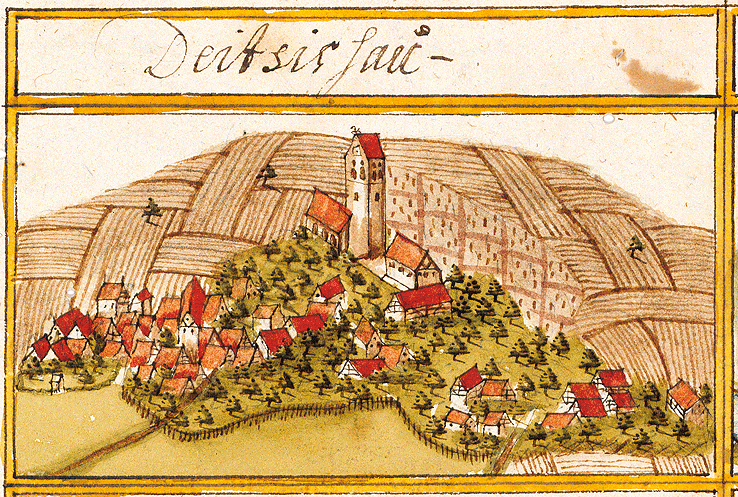
ダイツィザウ（1683年）

### 近世
16世紀後半にダイツィザウは、神聖ローマ帝国において初めて恒常的に運用されることになったヴェネツィアとアントワープとを結ぶ郵便馬車の宿駅となった。名前の判っている最初の宿駅長は1585年のカーリン・フォン・タクシスで、郵便馬車運営企業家トゥルン・ウント・タクシス家の者であった彼の子孫は現在もダイツィザウに住んでいる。ここでは、タクシスは最も一般的な姓の1つである。
17世紀の初め、まずに1608年に31人が亡くなったペストによって、その後三十年戦争の傭兵たちによってダイツィザウは荒廃した。ダイツィザウの人口は、1618年には275人であったが、三十年戦争終戦時には140人になっていた。宿駅もこの時代に再び廃止された。ダイツィザウは中世から帝国都市エスリンゲンの支配下にあったが、1803年の帝国代表者会議主要決議の結果であるナポレオンによるドイツ新秩序に基づきヴュルテンベルク領となった。

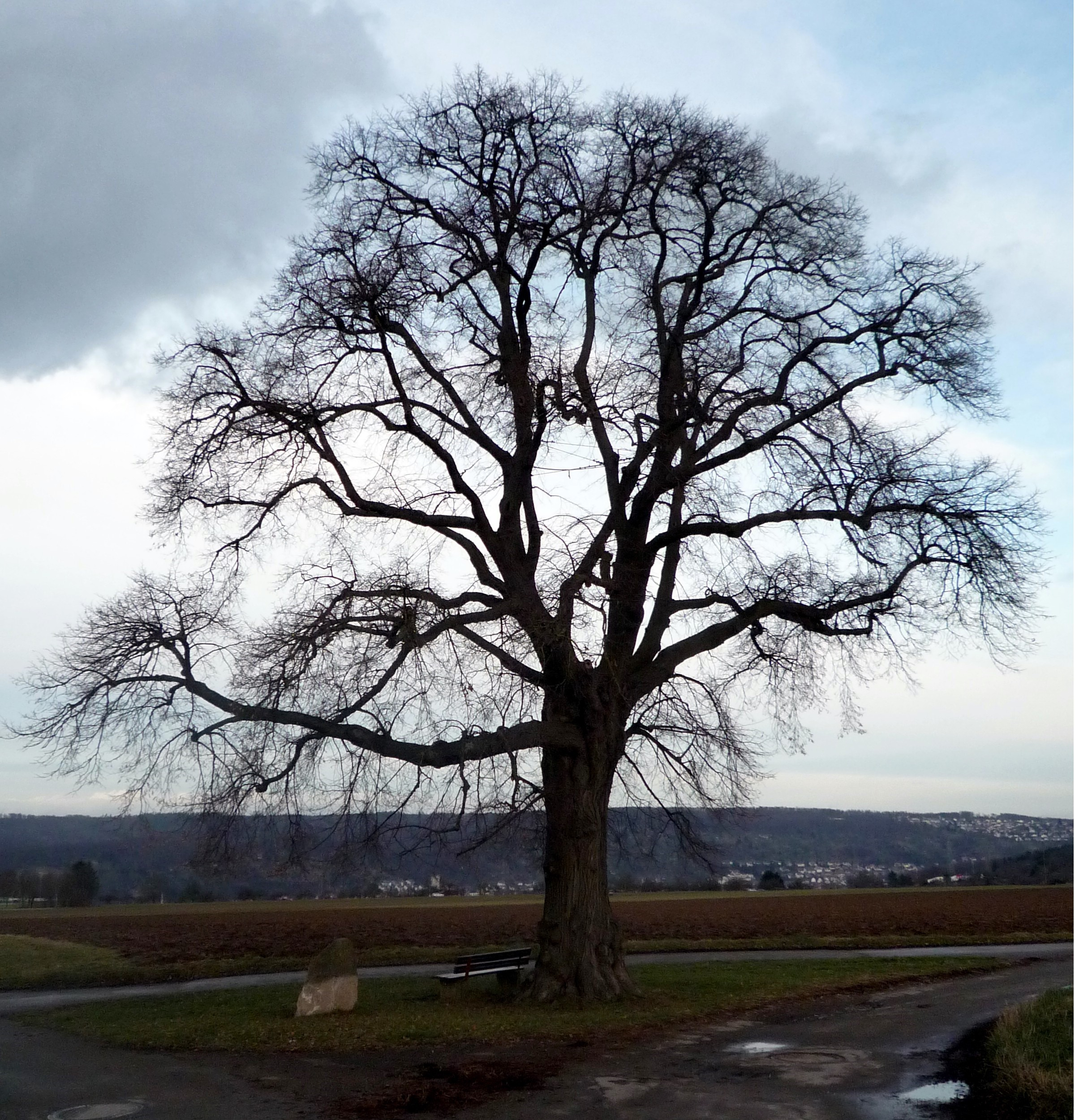
「フンガーリンデ」

### ヴュルテンベルク時代
ヴュルテンベルク王国の新しい行政機構の適用によりダイツィザウはオーバーアムト・エスリンゲンに属すこととなった。ダイツィザウは、19世紀に戦争の破壊を免れたものの、何度も酷い飢饉に苦しめられた。ナポレオン戦争終戦から間もない1816年、インドネシアでの火山噴火により世界的な天候危機、いわゆる「夏のない年」が引き起こされた。ダイツィザウでは75日間雨が降り続き、雹が畑を荒らし、一部ではクリスマス後にやっとわずかな収穫ができたところもあった。その結果、ダイツィザウの歴史上最も過酷な飢饉が起こった。1852年から1855年までさらなる不作が続いた。この飢饉の4年間に合計135人が村を去り、アメリカ合衆国に移住した。ダイツィザウとケンゲンとの間の高台にあるロートフェルトに1833年に植えられた「フンガーリンデ」（直訳: 飢饉のセイヨウボダイジュ）が、今でも19世紀の飢饉を想起させる。
1845年にダイツィザウに最初の学校（現在は幼稚園になっている）が建設され、1908年にはビルマルク通りに新しい校舎が建設された。大きく拡張された建築複合体には現在、基礎課程学校・ゲマインシャフトシューレがある。
1928年、それまでダイツィザウに属していたジルナウが年間賃貸料と引き替えにエスリンゲンに譲渡された。ナチ時代のヴュルテンベルクの郡域再編によりダイツィザウは1938年からエスリンゲン郡に編入された。ダイツィザウにおける第二次世界大戦と国家社会主義の時代は、1945年4月22日のアメリカ軍侵攻により終結した。

### 戦後
ダイツィザウはアメリカ管理地区の一部となり、新設されたヴュルテンベルク＝バーデン州に属した。この州は1952年に現在のバーデン＝ヴュルテンベルク州となった。
戦後この町は多くの故郷を逐われた人々を受け容れ、一体化していった。それまでの農村から工業の町に発展したこの町は、1970年代の自治体再編の間も、住民たちの確かな自覚によって独立を保った。

## 住民

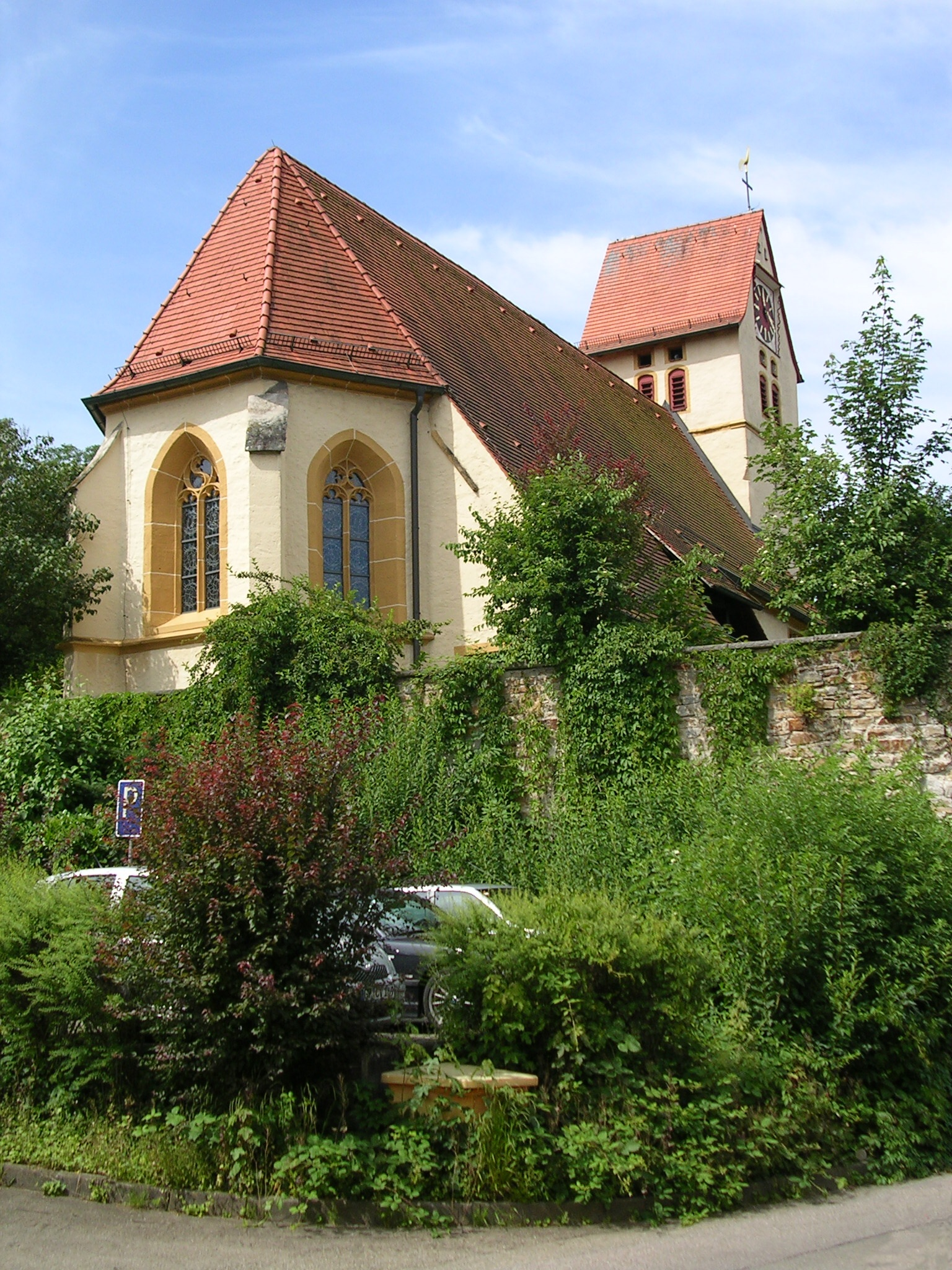
ダイツィザウの福音主義教会

### 宗教
宗教改革から第二次世界大戦終戦までダイツィザウでは福音主義が主流であった。その後多くの故郷を逐われた人々が流入したため、アルトバッハと共同でカトリック教会が組織され、1960年にダイツィザウにクレメンス＝マリア＝ホーフバウアー教会が完成した。この他に福音主義メソジスト教会組織があり、クリンゲン通りに礼拝の場としてクリストゥス礼拝堂を有している。エホバの証人の組織は、ジルナウアー通りの王国ホールで集会を行っている。2021年からアフマディーヤ・ムスリム組織もダイツィザウに本部を逐い得ている。

### 人口推移
推定値、1850年から1970年までの人口調査結果、1980年以降のバーデン＝ヴュルテンベルク州統計局の公的研究報告による数値を以下に示す。
| 年   | 人口（人） |
| ---- | ---------- |
| 1618 | 275        |
| 1649 | 140        |
| 1700 | 372        |
| 1800 | 600        |
| 1850 | 1,007      |
| 1900 | 1,244      |
| 1925 | 1,623      |
| 1939 | 1,941      |
| 1950 | 2,709      |
| 1961 | 4,037      |

| 年   | 人口（人） |
| ---- | ---------- |
| 1970 | 6,131      |
| 1980 | 6,263      |
| 1990 | 6,269      |
| 1995 | 6,054      |
| 2000 | 6,387      |
| 2005 | 6,552      |
| 2010 | 6,420      |
| 2015 | 6,735      |
| 2020 | 6,906      |

## 行政

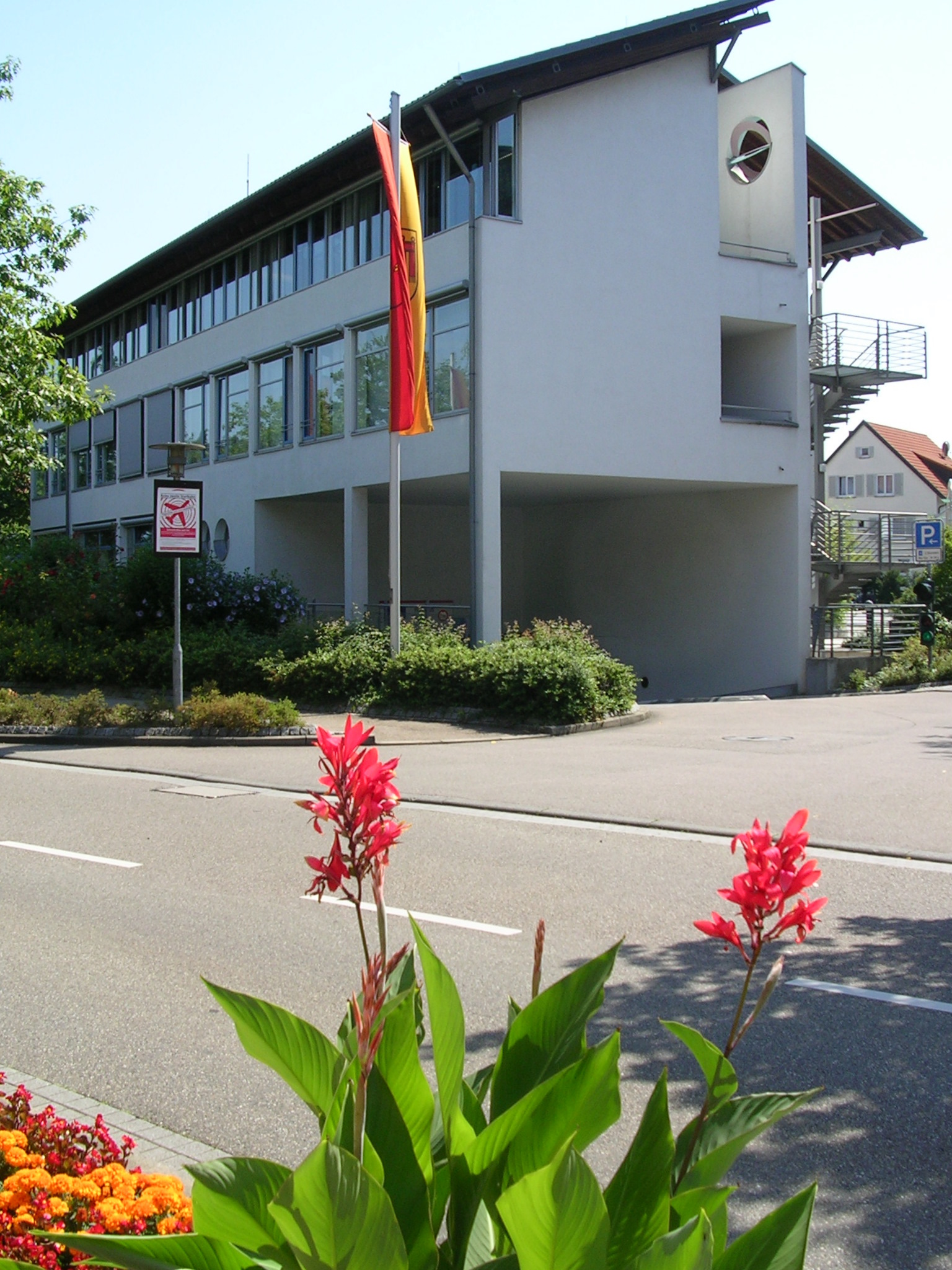
ダイツィザウの町役場

### 首長
第二次世界大戦後の町長を列記する。
- 1945年 - 1946年: ヴィルヘルム・ボイエルレ
- 1946年 - 1948年: ヘルマン・マルムスハイマー
- 1948年 - 1985年: ヘルマン・エルティンガー
- 1985年 - 2009年: ゲルハルト・シュミット
- 2009年 - : トーマス・マットロース

### 議会
ダイツィザウの町議会は18議席からなる。議会は選出された名誉職の議員と議長を務める町長で構成される。町長は議会において投票権を有している。

### 紋章
図柄: 左右二分割。向かって左は金地で、三本に分かれている赤い幟。向かって右は、赤地に金のカモの脚。
向かって左側はテュービンゲンの宮中伯の幟を示している。これはエスリンゲンの聖カタリーネンホスピタルに由来する。カタリーネンホスピタルは何世紀にもわたってダイツィザウだけでなく、テュービンゲンの宮中伯が買収したメーリンゲン (シュトゥットガルトの市区)やファイヒンゲン・アウフ・デア・フィルデルンといった村を所有していた。これに対して、紋章の向かって右側のカモの脚の由来や意味は判っていない。赤と金色の紋章の配色は、エスリンゲンの都市貴族ビュルガーマイスター・フォン・ダイツィザウ家の色である。ダイツィザウは中世の長い期間この貴族家が所有していた。

### 姉妹自治体
- ノイキーリッチュ（ドイツ語版、英語版）（ドイツ、ザクセン州）1991年[16]

## 経済と社会資本

### ダイツィザウの有名な企業

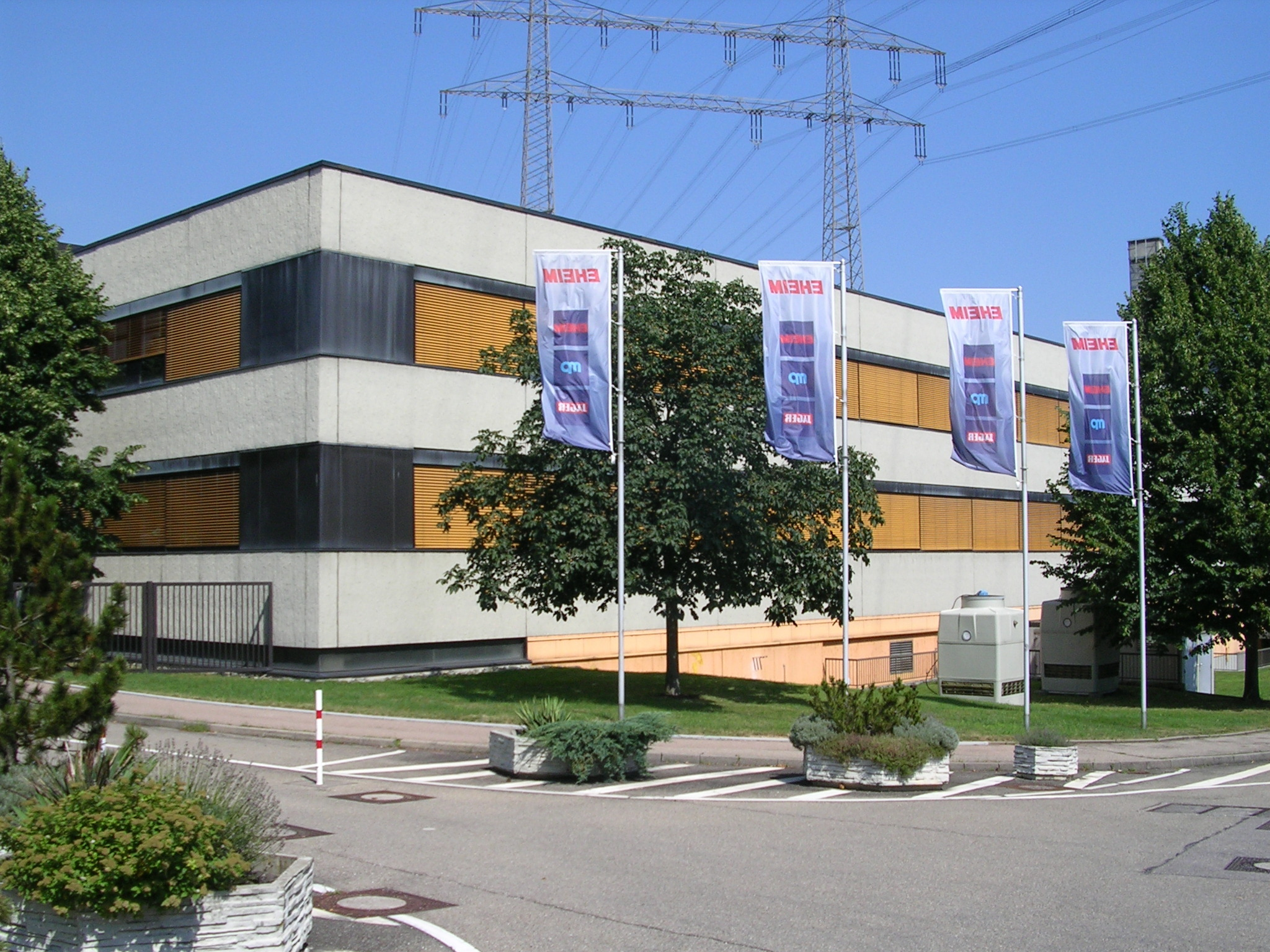
エーハイム本社

- エネルギー・バーデン＝ヴュルテンベルク AG (EnBW) の出力約 1200 MW のアルトバッハ/ダイツィザウ火力発電所は、その一部がダイツィザウ町内にある。
- コカ・コーラ清涼飲料 AG は1957年からダイツィザウに製造所を有している。
- エーハイムは、アクアリウム付属品の先進的メーカーである。約250人の従業員が働く本社と製造工場が1957年からダイツィザウにある。
- ヤスリ、ナイフ、工具製造の伝統的メーカーであるフリードリヒ・ディックは1997年からダイツィザウに本社を置いている。ここでは約180人の従業員を雇用している。
- エスリンゲンの印刷機メーカーであるインデックス＝ヴェルケは1970年にダイツィザウの拠点を建設した。2013年に拡張した後、ここでは約400人の従業員がいる。
- フィルダーシュタットに本社を構える、ラベルおよびラベル貼り機製造業者ヘルマは1965年から2019年までダイツィザウに製造所を有していた。1989年に建物を拡張したときの従業員数は約120人であった。

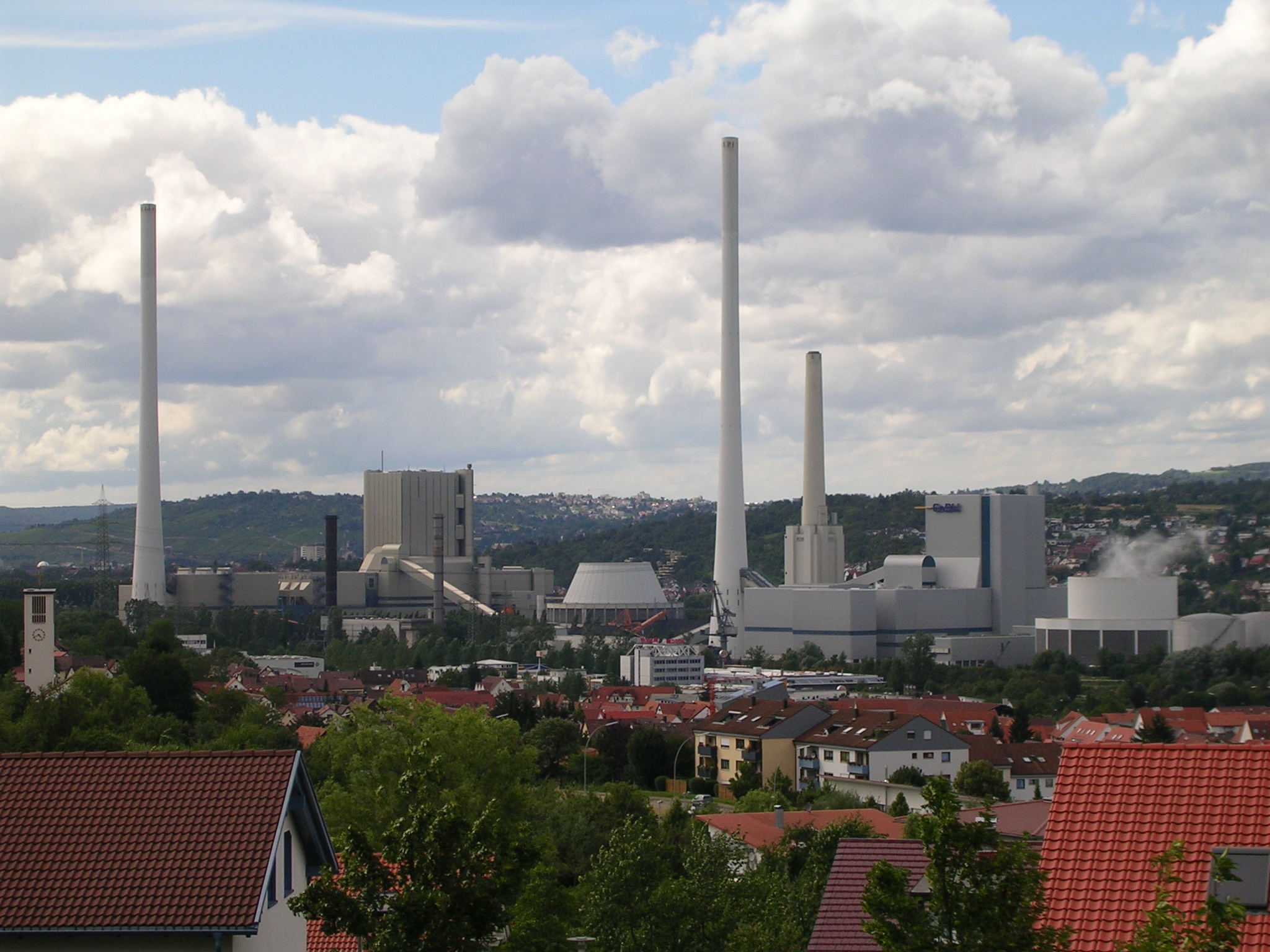
アルトバッハ/ダイツィザウ火力発電所
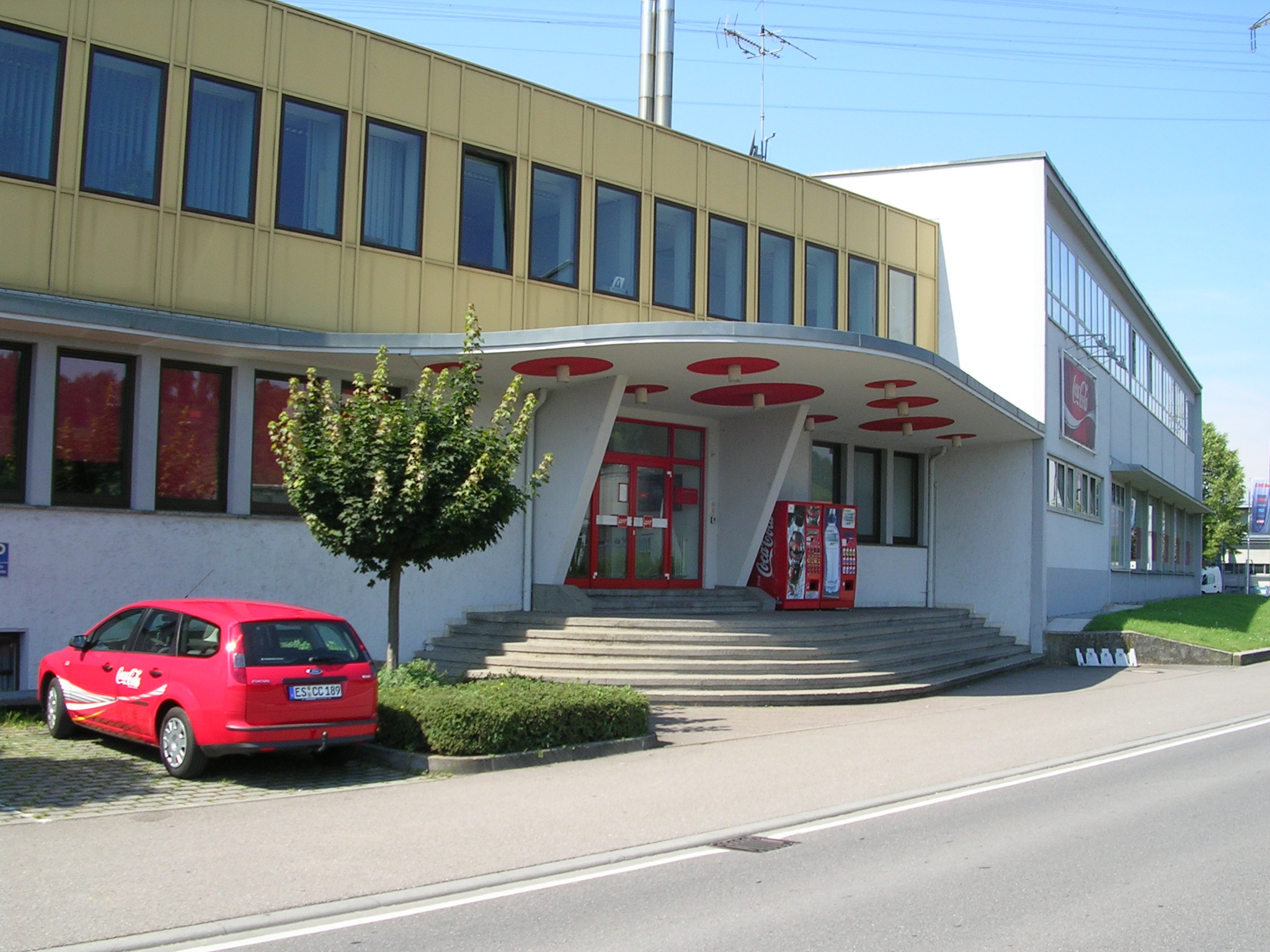
コカ・コーラ
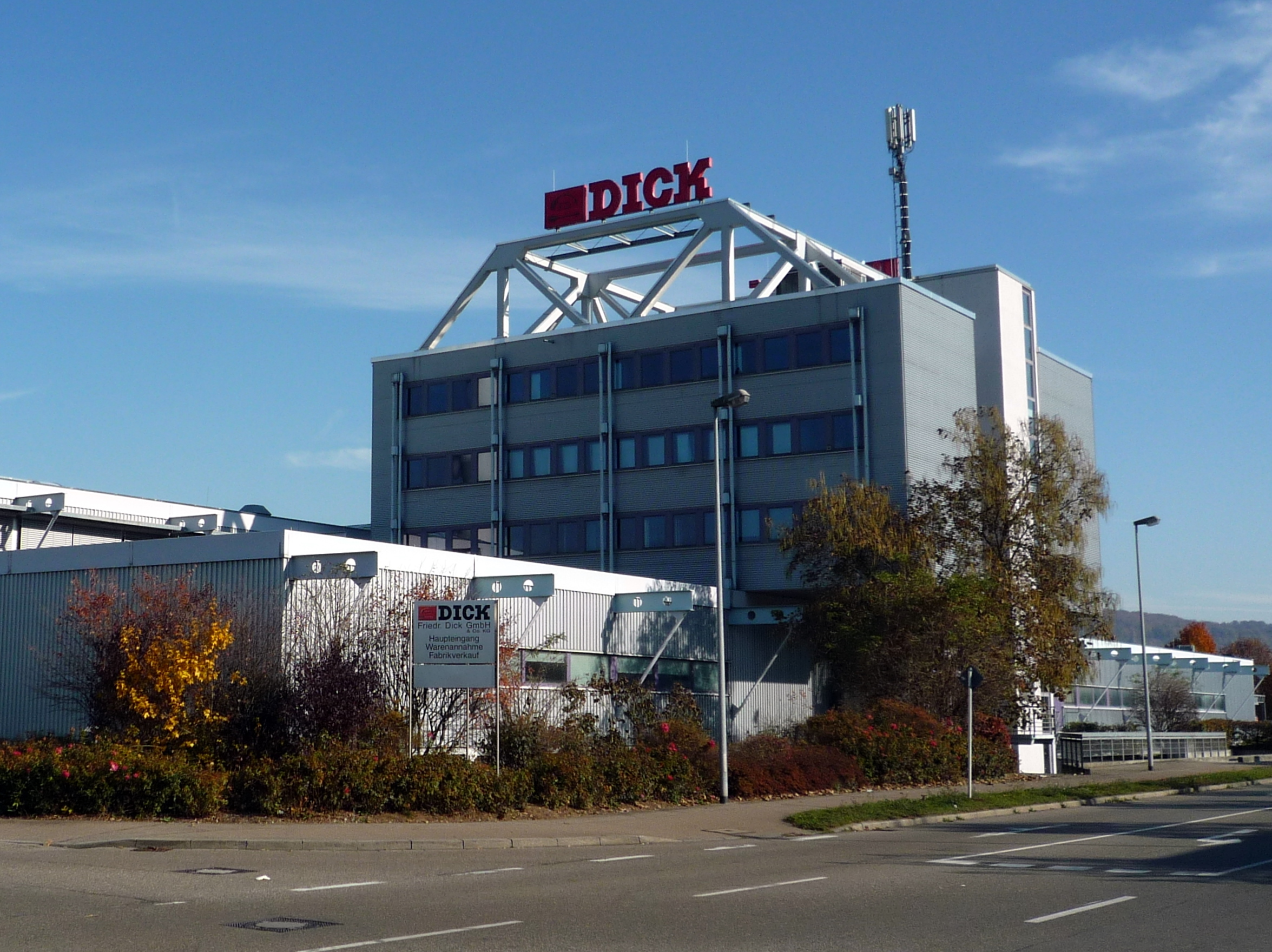
フリードリヒ・ディック
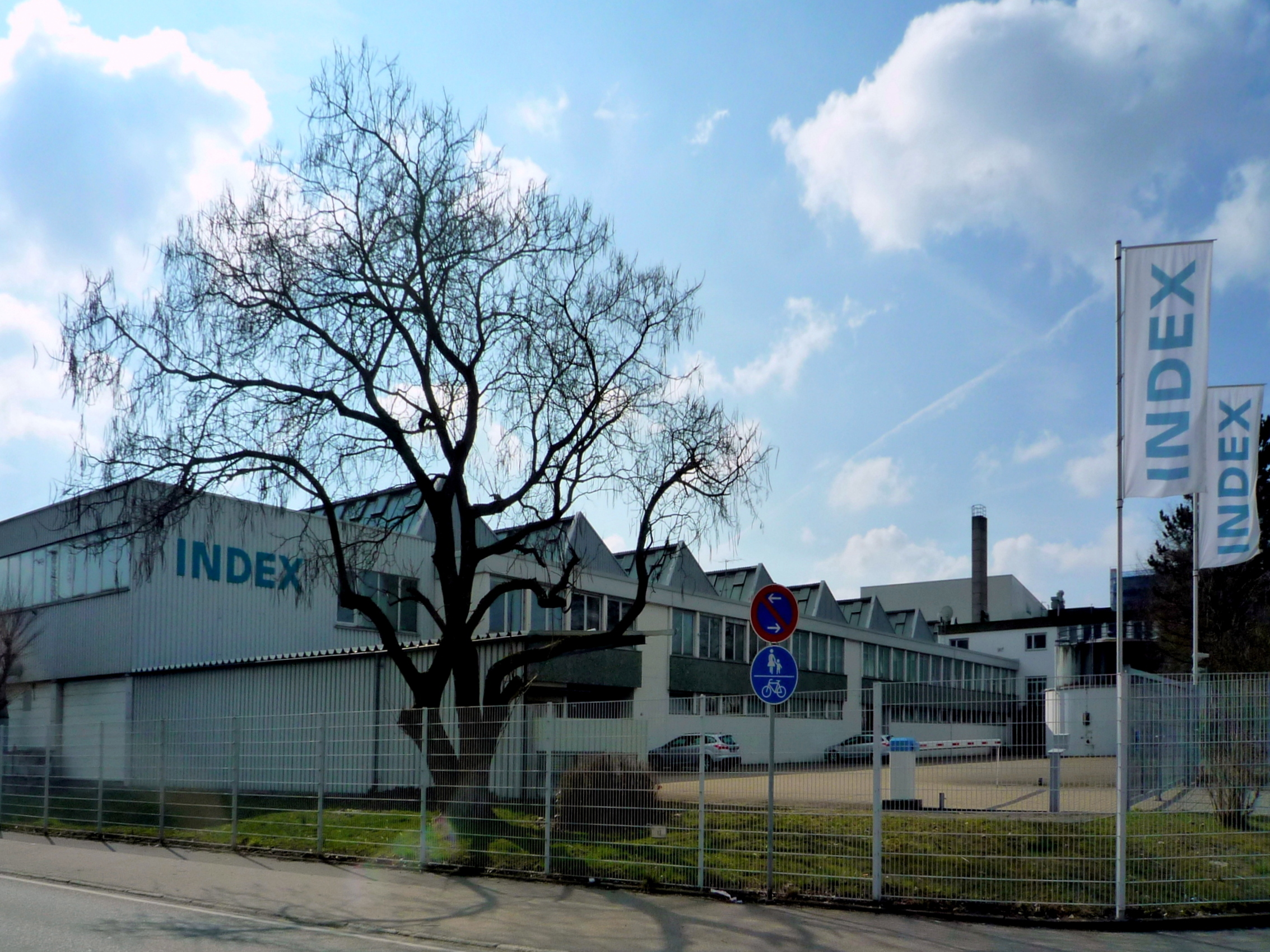
インデックス＝ヴェルケ
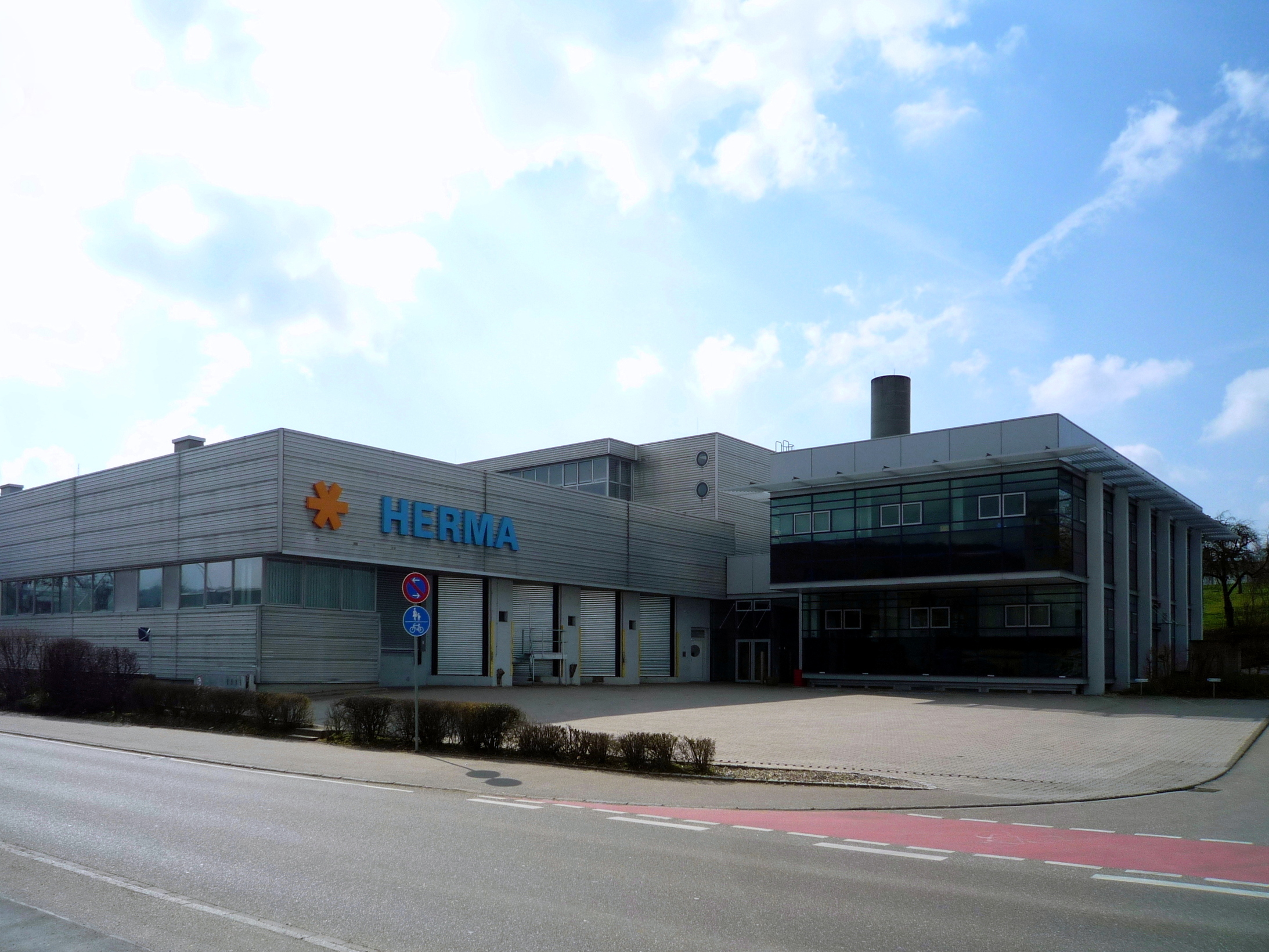
ヘルマ

### 交通
ダイツィザウは、シュトゥットガルトSバーン（駅はアルトバッハとプロヒンゲンにある）や連邦道10号線（B10号線）に面し、連邦アウトバーン8号線（A8号線）やネッカー川の水運にも近い、交通網に接続しやすい場所にある。公共旅客近郊交通は、VVS-バス路線の143号線（プロヒンゲン行き）や104号線（エスリンゲン行き）がある。ネッカー川はダイツィザウ堰で堰き止められる。これによってポルヒンゲン港までの船舶の航行が可能となる。

### 教育機関
ダイツィザウには基礎課程学校が1校あり、2013/14年の学年からゲマインシャフトシューレに拡充・組織変更された。エスリンゲン・アム・ネッカー市民大学はダイツィザウに分校を有している。

### レジャー・スポーツ施設
ヒンテーレ・ハイデ・サッカーおよびテニス場、ヘルマン＝エルティンガー体育館、サッカー場、温水屋外プール（1938年建造のエスリンゲン郡で最初の屋外プールである）がある。

### 廃棄物処理
廃棄物処理は、エスリンゲン郡の廃棄物処理企業体が管轄している。ここではバイオゴミ、家庭ゴミ、紙を分別回収している。包装材は、グリューネ・プンクトの枠組みで、いわゆるゲルバー・ザック（直訳: 黄色い袋）で回収される。粗大ゴミは、1年間に2枚の交換券で無料回収、または処分場への持ち込みが可能である。処分場では、電気部品や金属部品、その他の再利用可能な材料が取り外される。

## 文化と見所

### 建築

#### 福音主義教会
後期ゴシック様式のこの教会は、入口の銘によれば1495年に完成した。この日付は文献によって裏付けられていないが、年輪年代学的研究により、梁に使われている木材が1494年から1495年に伐採されたことが示されている。教会塔は、1353年に最初の記録が遺る先代の教会の建物である。教会の中には、1490年代の祭壇の扉がある。これは美術史家ハンス・ロットによってエスリンゲンの画家マティアス・ウーリン＝ヴォルフ（子）の作品と鑑定され、1811年に取り壊されるまでエスリンゲンのカタリーネンホスピタルにあったものとされる。この祭壇の扉には内側には聖アグネスとクリストフォルス、外側には使徒のお告げのモチーフが描かれている。ハンス・ゴットフリート・フォン・シュトックハウゼンがデザインした4枚の教会窓も見所である。南の側窓は1961年に完成し、他の3枚は1982年に創られた。

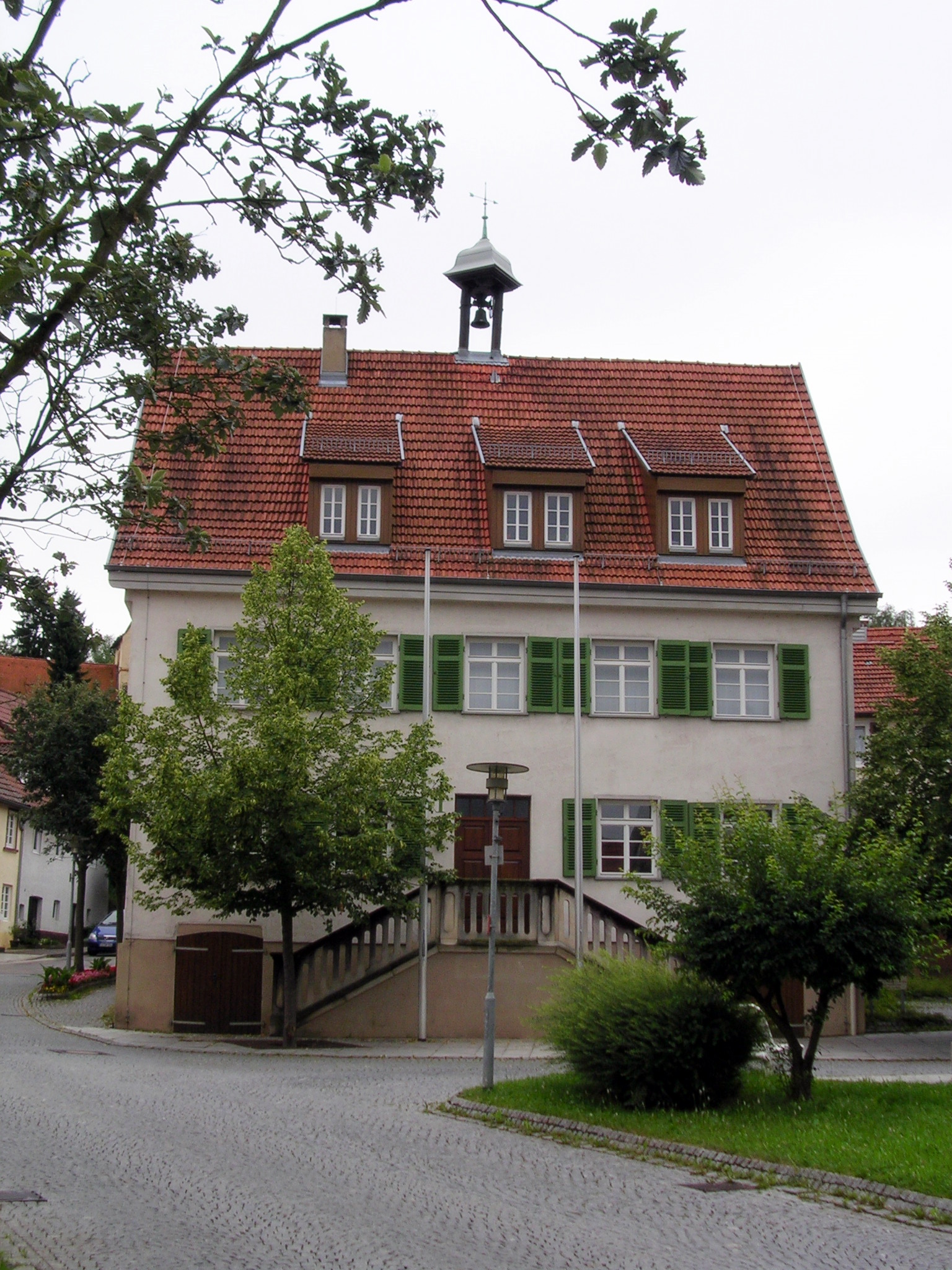
旧町役場

#### その他の建築
- 1500年に建設された十分の一税倉庫
- 17世紀の旧町役場
- 1845年の古典主義様式の旧学校

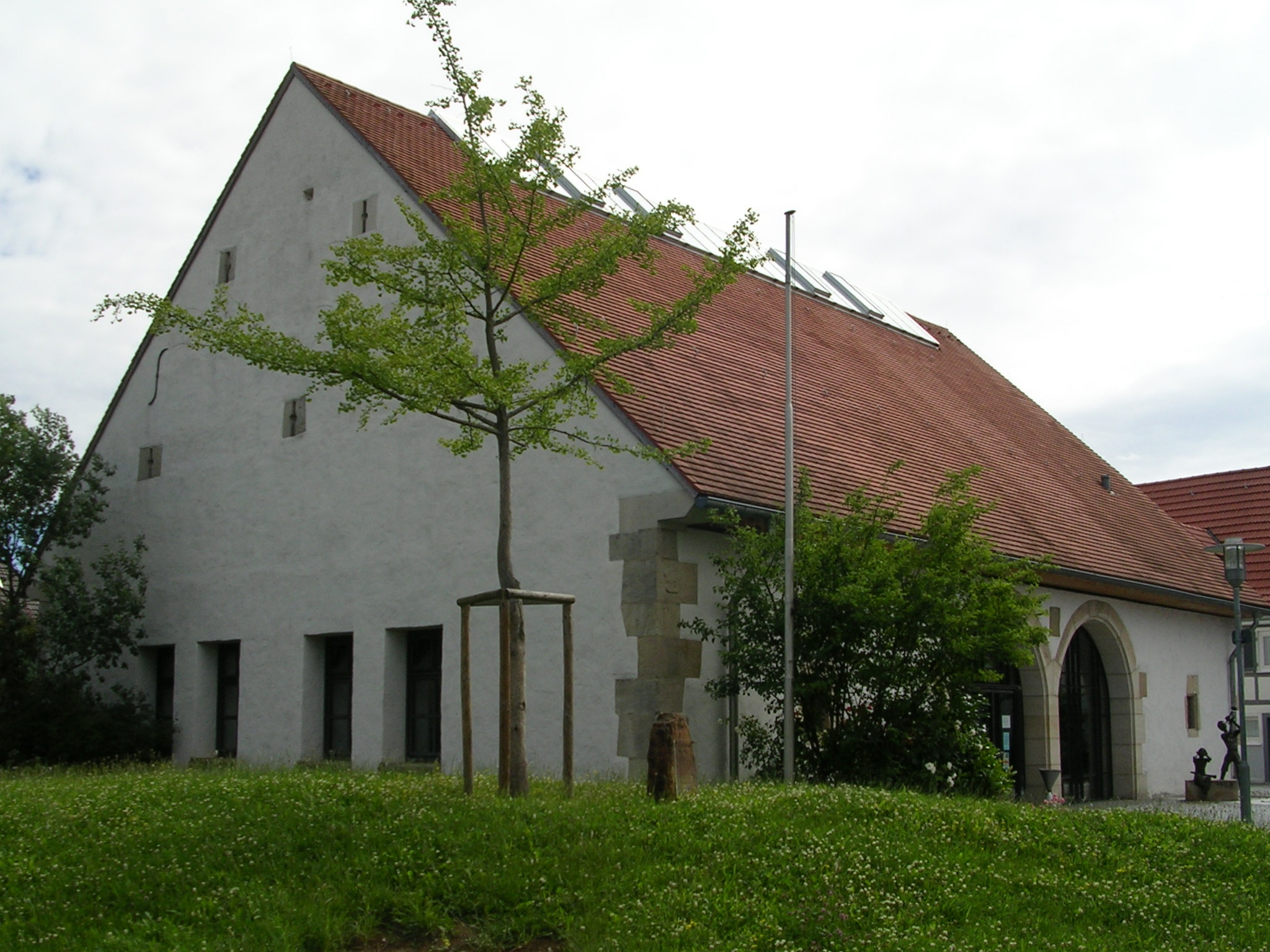
旧十分の一税倉庫
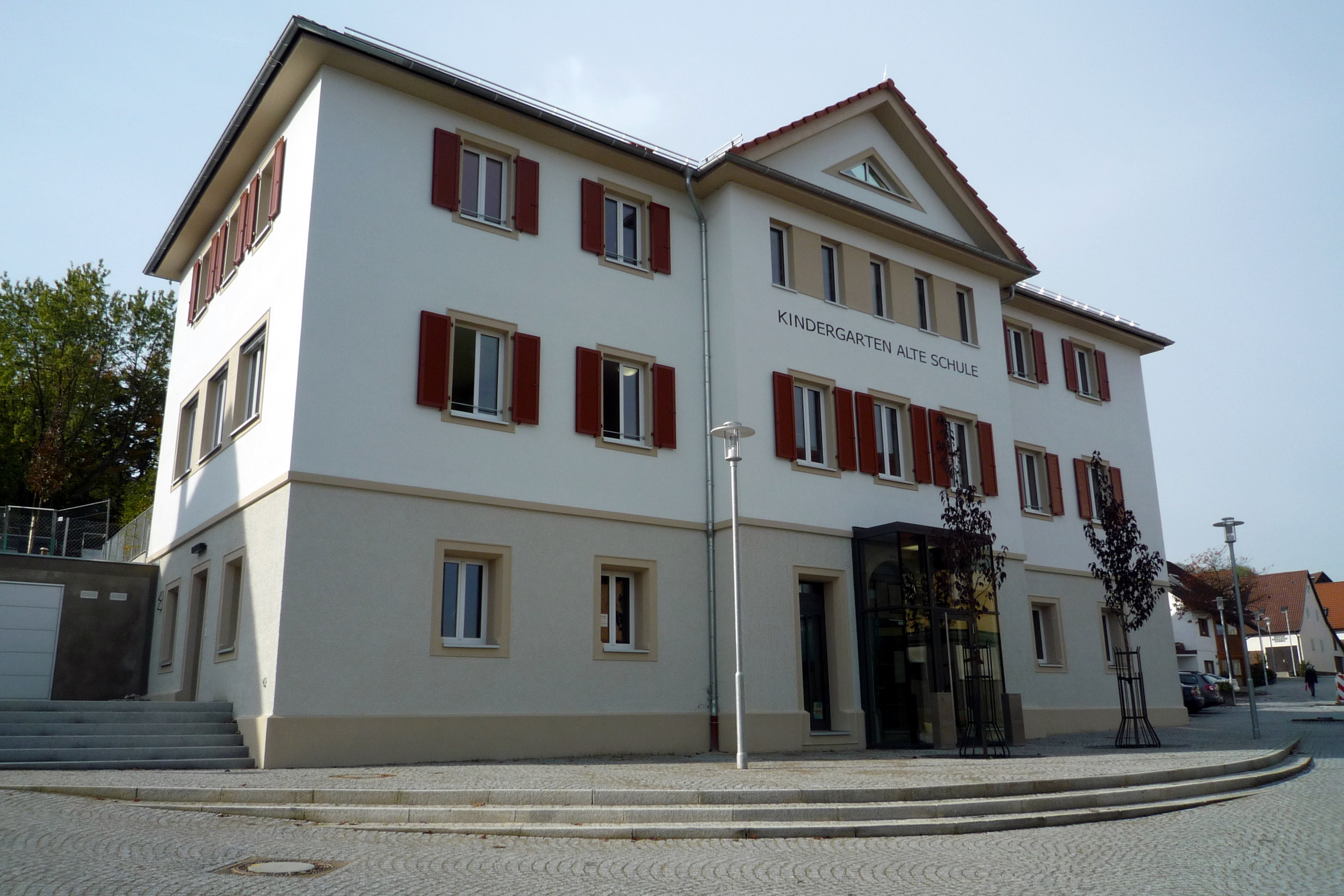
旧学校

### 年中行事
- 子供祭を含むダイツィザウのハウプトフェスト（直訳: 主祭）。クラブや学校単位でのパレード、音楽演奏、ランタンパレードが行われるこの祭は、1924年から定期的に開催されている。現在は、夏季休暇前の週末に開催される。
- ダイツィザウでは第2アドヴェントの日曜日にクリスマスマーケットが開かれる。
- 1997年から2015年まで、ダイツィザウでは毎年復活祭の時期に国際ネッカー＝オープンが開催されていた。これは当時ドイツ最大のチェス大会で、ダイツィザウ・チェス愛好会が主催していた。このクラブは、2017/18年シーズンからドイツで最高クラスのリーグであるシャハブンデスリーガで、オープンクラスと女子クラスの2つのクラスでプレイしている。

## 人物

### ゆかりの人物
- ゴットヒルフ・フィッシャー（ドイツ語版、英語版）（1928年 - 2020年）合唱指揮者
- ベルント・フェルスター（1956年 - ）サッカー選手、1990年からダイツィザウに住む[20]

## 関連図書
- Deizisau (1845). August Friedrich Pauly. ed. Beschreibung des Oberamts Eßlingen. Die Württembergischen Oberamtsbeschreibungen 1824–1886. Band 21. Stuttgart / Tübingen: Cotta’sche Verlagsbuchhandlung. pp. 181–186
- Landesarchiv Baden-Württemberg i. V., Landkreis Esslingen, ed (2009). Der Landkreis Esslingen. Bd. 1., A, Der Landkreis Esslingen, Strukturen und Entwicklungen; B, Die Gemeinden, historische Grundlagen und Gegenwart : Aichtal bis Frickenhausen. Ostfildern: Jan Thorbecke Verlag. p. 377. ISBN 978-3-7995-0842-1
- Manfred Waßner, ed (2015). Deizisau – Geschichte einer Gemeinde am Neckar. Deizisau. ISBN 978-3-00-050911-7
- Eberhardt Bizer (1931). Gemeinde Deizisau. ed. Chronik des Dorfes Deizisau, Oberamts Esslingen 復刻版;  Chronik des Dorfes Deizisau, Oberamts Esslingen. Weil der Stadt: Nussbaum Verlag. (1981). pp. 31–41
- Heinz Edelmann (2012). Evangelische Kirchengemeinde Deizisau. ed. Ortsfamilienbuch Deizisau mit Filiale Hofgut Sirnau 1615–1915. Plaidt: Cardamina Verlag Susanne Breuel. ISBN 978-3-86424-082-9